# Јагњило (Младеновац)
Јагњило је насеље у градској општини Младеновац, у граду Београду. Према попису из 2022. било је 1816 становника.

## Историја
Нема података на основу којих би се могла утврдити старина овога села. По предању, на месту Кућеринама било је некада насеље, а у дворишту тада Томе Матијевића постојала је стара црква у чијој је близини извор Црквенац. Данас од те старе цркве нема никаквих трагова. Некада је у Јагњилу, а то су запамтили стари људи, било тако велика шума да се кроз њу ишло све до цркве у Маскару. Изгледа да су овде раније била трла где су се овце јагњиле, па је по томе и село добило име.
Јагњило се помиње у арачким списковима и имало је 1818.г. 50, а 1822.г. 79 кућа. Године 1846. село је имало 95 кућа, а по попису из 1921.г. у селу је било 340 кућа са 2118 становника.
Најстарије породице се сматрају: Бељаковићи, старином из Дробњака. Из ове породице био Стеван Филиповић који се помиње у Првом Устанку. Старе су породице и : Кнежевићи (Филиповићи) чији су преци пре устанка дошли од Сјенице. Из ове породице био кнез Ђука лепенички оборкнез; Лазићи, Матејићи и Радмиловићи су старином од Сјенице
До 1830.г. село је ишло у кусадачку црву, а те је године подигнута црква у Трстени. До 1912.г. школа је била код цркве и доста удаљена; те је године подигнута школска зграда у самом селу. (подаци крајем 1921. године).
 Овде се налази ОШ „Милица Милошевић” Јагњило.
Овде се налазе Кућа породице Баџак и Црква Светих апостола Петра и Павла у Јагњилу са собрашицама.

Овде се налази Запис Јовановића орах (Јагњило).

## Демографија
У насељу Јагњило живи 1843 пунолетна становника, а просечна старост становништва износи 41,6 година (40,7 код мушкараца и 42,5 код жена). У насељу има 619 домаћинстава, а просечан број чланова по домаћинству је 3,68.
Ово насеље је великим делом насељено Србима (према попису из 2002. године), а у последња три пописа, примећен је пад у броју становника.
|  |

| Демографија | Демографија | Демографија |
| Година      | Становника  | Становника  |
| ----------- | ----------- | ----------- |
| 1948.       | 2.694       |             |
| 1953.       | 2.785       |             |
| 1961.       | 2.756       |             |
| 1971.       | 2.513       |             |
| 1981.       | 2.576       |             |
| 1991.       | 2.553       | 2.508       |
| 2002.       | 2.279       | 2.319       |

| Етнички састав према попису из 2002.‍ | Етнички састав према попису из 2002.‍ | Етнички састав према попису из 2002.‍ | Етнички састав према попису из 2002.‍ | Етнички састав према попису из 2002.‍ |
| ------------------------------------ | ------------------------------------ | ------------------------------------ | ------------------------------------ | ------------------------------------ |
|                                      |                                      |                                      |                                      |                                      |
| Срби                                 | Срби                                 |                                      | 2.256                                | 98,99%                               |
| Роми                                 | Роми                                 |                                      | 4                                    | 0,17%                                |
| Македонци                            | Македонци                            |                                      | 2                                    | 0,08%                                |
| Југословени                          | Југословени                          |                                      | 2                                    | 0,08%                                |
| Хрвати                               | Хрвати                               |                                      | 1                                    | 0,04%                                |
| Словенци                             | Словенци                             |                                      | 1                                    | 0,04%                                |
| непознато                            | непознато                            |                                      | 4                                    | 0,17%                                |

| \| \| м \| \| \| ж \| \| ? \| 11 \| \| \| 6 \| \| 80+ \| 30 \| \| \| 33 \| \| 75—79 \| 25 \| \| \| 52 \| \| 70—74 \| 75 \| \| \| 94 \| \| 65—69 \| 55 \| \| \| 61 \| \| 60—64 \| 67 \| \| \| 61 \| \| 55—59 \| 59 \| \| \| 57 \| \| 50—54 \| 107 \| \| \| 93 \| \| 45—49 \| 108 \| \| \| 85 \| \| 40—44 \| 73 \| \| \| 75 \| \| 35—39 \| 60 \| \| \| 54 \| \| 30—34 \| 81 \| \| \| 87 \| \| 25—29 \| 74 \| \| \| 74 \| \| 20—24 \| 59 \| \| \| 70 \| \| 15—19 \| 79 \| \| \| 64 \| \| 10—14 \| 73 \| \| \| 72 \| \| 5—9 \| 62 \| \| \| 43 \| \| 0—4 \| 49 \| \| \| 51 \| \| Просек : \| 40,7 \| \| \| 42,5 \| |      |  |  |      |
| |      |  |  |      |
| | м    |  |  | ж    |
| ? | 11   |  |  | 6    |
| 80+ | 30   |  |  | 33   |
| 75—79 | 25   |  |  | 52   |
| 70—74 | 75   |  |  | 94   |
| 65—69 | 55   |  |  | 61   |
| 60—64 | 67   |  |  | 61   |
| 55—59 | 59   |  |  | 57   |
| 50—54 | 107  |  |  | 93   |
| 45—49 | 108  |  |  | 85   |
| 40—44 | 73   |  |  | 75   |
| 35—39 | 60   |  |  | 54   |
| 30—34 | 81   |  |  | 87   |
| 25—29 | 74   |  |  | 74   |
| 20—24 | 59   |  |  | 70   |
| 15—19 | 79   |  |  | 64   |
| 10—14 | 73   |  |  | 72   |
| 5—9 | 62   |  |  | 43   |
| 0—4 | 49   |  |  | 51   |
| Просек : | 40,7 |  |  | 42,5 |

| Година пописа     | 1948. | 1953. | 1961. | 1971. | 1981. | 1991. | 2002. |
| ----------------- | ----- | ----- | ----- | ----- | ----- | ----- | ----- |
| Број домаћинстава | 520   | 561   | 620   | 597   | 620   | 588   | 619   |

| Број чланова      | 1  | 2   | 3  | 4   | 5  | 6  | 7  | 8  | 9 | 10 и више | Просек |
| ----------------- | -- | --- | -- | --- | -- | -- | -- | -- | - | --------- | ------ |
| Број домаћинстава | 73 | 131 | 94 | 134 | 79 | 59 | 27 | 13 | 7 | 2         | 3,68   |

| Пол    | Укупно | Неожењен/Неудата | Ожењен/Удата | Удовац/Удовица | Разведен/Разведена | Непознато |
| ------ | ------ | ---------------- | ------------ | -------------- | ------------------ | --------- |
| Мушки  | 963    | 245              | 635          | 56             | 26                 | 1         |
| Женски | 966    | 147              | 631          | 163            | 25                 | 0         |
| УКУПНО | 1.929  | 392              | 1.266        | 219            | 51                 | 1         |

| Пол    | Укупно                    | Пољопривреда, лов и шумарство | Рибарство                            | Вађење руде и камена | Прерађивачка индустрија       |
| ------ | ------------------------- | ----------------------------- | ------------------------------------ | -------------------- | ----------------------------- |
| Мушки  | 545                       | 195                           | 0                                    | 3                    | 177                           |
| Женски | 308                       | 144                           | 0                                    | 0                    | 59                            |
| Укупно | 853                       | 339                           | 0                                    | 3                    | 236                           |
|        |                           |                               |                                      |                      |                               |
| Пол    | Производња и снабдевање   | Грађевинарство                | Трговина                             | Хотели и ресторани   | Саобраћај, складиштење и везе |
| Мушки  | 13                        | 9                             | 18                                   | 7                    | 58                            |
| Женски | 1                         | 0                             | 18                                   | 6                    | 10                            |
| Укупно | 14                        | 9                             | 36                                   | 13                   | 68                            |
|        |                           |                               |                                      |                      |                               |
| Пол    | Финансијско посредовање   | Некретнине                    | Државна управа и одбрана             | Образовање           | Здравствени и социјални рад   |
| Мушки  | 1                         | 14                            | 20                                   | 8                    | 17                            |
| Женски | 2                         | 3                             | 10                                   | 20                   | 34                            |
| Укупно | 3                         | 17                            | 30                                   | 28                   | 51                            |
|        |                           |                               |                                      |                      |                               |
| Пол    | Остале услужне активности | Приватна домаћинства          | Екстериторијалне организације и тела | Непознато            | Непознато                     |
| Мушки  | 4                         | 0                             | 0                                    | 1                    | 1                             |
| Женски | 1                         | 0                             | 0                                    | 0                    | 0                             |
| Укупно | 5                         | 0                             | 0                                    | 1                    | 1                             |